# Sukcesja pierwotna
Sukcesja pierwotna – sukcesja ekologiczna rozpoczynającą się od zasiedlenia terenu dziewiczego, np. nagich skał, lawy, nowej piaszczystej wydmy. Powierzchnia nagiego gruntu, pozbawiona swojej pierwotnej roślinności na skutek pożaru, powodzi czy zlodowacenia, nie pozostaje długo bez roślin i zwierząt. Szybko jest kolonizowana przez rozmaite gatunki, które następnie modyfikują jeden lub więcej czynników środowiskowych. Ta modyfikacja środowiska może z kolei umożliwić osiedlenie się następnych gatunków.

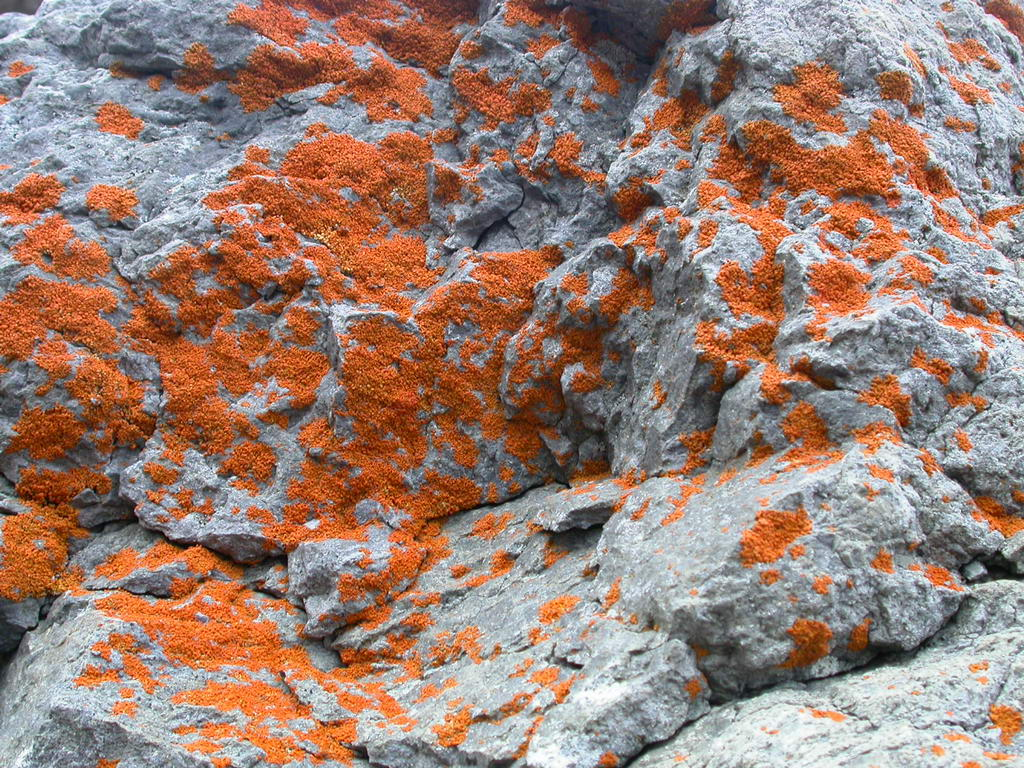
Sukcesja pierwotna: porosty naskalne

## Sukcesja pierwotna wokół wulkanu na górze Świętej Heleny (Mount St. Helens)
18 maja 1980 r. nastąpiła erupcja wulkanu Mount St. Helens w południowo-zachodniej części stanu Waszyngton (USA). Wybuch wyrzucił w powietrze część góry o powierzchni 400 m², a siła wybuchu poczyniła zniszczenie w łuku sięgającym do 18 km na północ od krateru (Franklin i in. 1985). Erupcja poprzez zniszczenie roślinności i odsłonięcie powierzchni stworzyła roślinom warunki do rekolonizacji (del Moral i Wood 1988). Erupcja rozrzuciła popioły wulkaniczne na powierzchni tysięcy kilometrów kwadratowych. Badania sukcesji pierwotnej, która rozpoczęła się po erupcji wulkanicznej, dostarczyły wielu informacji dotyczących mechanizmów odpowiedzialnych za tempo sukcesji pierwotnej. W kilku miejscach powyżej granicy lasu założono dookoła krateru stałe poletka i badano wczesne etapy sukcesji, co opisali del Moral i Wood (1988, 1993), Wood i del Moral (1988) oraz del Moral (1993).
Kolonizacja siedlisk na Mount St. Helens była powolna zarówno na terenie spływów błotnych, jak i potoków lawy. W tym miejscu w 1981 r. nie było ani jednej żywej rośliny, a do 1990 r. teren zasiedliło jedenaście gatunków. Żaden z nich nie był liczny. Wczesne etapy sukcesji pierwotnej na produktach wulkanicznych rzadko prowadzą do takiego zagęszczenia roślin, aby nastąpiło hamowanie kolonizacji nowych gatunków. Przestrzeń czy światło nie są dla roślin w tym rejonie czynnikami ograniczającymi. Łubiny (Lupinus lepidus) mają ciężkie nasiona, które słabo się rozprzestrzeniają, ale lokalnie rośliny te stały się częste na spływach błotnych i materiale piroklastycznym (del Morał1993). Zanim łubin staje się pospolity, inne rośliny o nasionach roznoszonych przez wiatr, takie jak aster Aster ledophyllus i wierzbownica Epilobium augustlifolium, osiedlają się w kępach łubinu i korzystając z ochrony tych „opiekuńczych” roślin i lepiej się rozwijają. Byliny łubinu giną zazwyczaj po czterech-pięciu latach, a ponieważ wiążą one azot (atmosferyczny), lokalnie przyczyniają się do zwiększenia zawartości tego pierwiastka w glebie. Zgodne jest to z modelem ułatwiania (zobacz sukcesja ekologiczna).
Na sukcesję pierwotną na górze St. Helens znaczny wpływ miały zdarzenia losowe. Oddziaływania międzygatunkowe są początkowo bardzo słabe, co można wiązać z trudnymi warunkami stwarzanymi przez obecność produktów wulkanicznych. Ważniejszym czynnikiem okazują się cechy strategii życia i zdolność do dyspersji i kolonizacji: zdolność osiedlania się w tych surowych warunkach jest bezpośrednio związana z wielkością nasion (Wood i del Moral 1987). Zdolność rozprzestrzeniania się nasion jest jednak odwrotnie skorelowana z ich wielkością. Dlatego na górskie tereny na Mount St. Helens trafia wiele roznoszonych przez wiatr nasion, ale prawie żadne z nich nie kolonizuje tych skrajnych środowisk. Kiedy takie rośliny, jak łubin mający duże nasiona, przypadkowo zasiedlą ten teren, stają się centrum dalszego rozwoju biocenozy. Jeśli jeden osobnik rośliny przetrwa przypadkiem w zniszczonym krajobrazie, szybko stanie się ośrodkiem rozprzestrzeniania nasion na sąsiednie tereny. Ułatwianie ma istotne znaczenia na wczesnych etapach sukcesji na Mount St. Helens, ale kiedy pokrywa roślinna staje się bardziej zwarta, w dalszym etapie przebieg sukcesji kształtowany jest przez hamowanie (zobacz model hamowania).
Sukcesja pierwotna jest bardzo powolna z powodu erozji, małej zawartości substancji pokarmowych i częstego stresu suszy w połączeniu z ograniczonymi możliwościami rozprzestrzeniania się roślin o dużych nasionach na tereny odległe od miejsc, gdzie roślinność pozostała w nie zmienionej postaci.